# USJA Carquefou
USJA Carquefou là một đội bóng đá Pháp có trụ sở tại Carquefou, Loire-Atlantique.

## Lịch sử
Câu lạc bộ được thành lập vào năm 1942 khi sáp nhập hai câu lạc bộ địa phương, Union Sportive de Carquefou và Jeanne Keyboardrc de Carquefou, sau này là một đội thể thao có bộ phận bóng đá được thành lập ba năm trước.
Trong mùa giải 2007-2008, Carquefou đã có một mùa giải Coupe de France rất thành công, lọt vào tứ kết của cuộc thi sau khi đánh bại Olympique Marseille ở vòng 16 mặc dù tình trạng nghiệp dư của câu lạc bộ. Carquefou tiếp tục thành công và thăng hạng lên CFA sau khi chiến thắng bảng G của CFA 2 trong mùa giải 2008-2009. Carquefou cuối cùng đã chiến thắng tại bảng D của CFA và thăng hạng Championnat National một lần trong mùa 2011-12.

## Đội hình hiện tại
| No. |                       | Position | Player              |
| --- | --------------------- | -------- | ------------------- |
| 1   | France                | GK       | Alexandre Bouchard  |
| 2   | France                | DF       | Marc Fachan         |
| 3   | France                | DF       | Philippe Billy      |
| 5   | France                | MF       | Vincent Durand      |
| 6   | France                | MF       | Damien Fachan       |
| 7   | Republic of the Congo | FW       | Rahavi Kifoueti     |
| 8   | France                | MF       | Steven Pinto-Borges |
| 9   | France                | FW       | Sacha Clemence      |
| 10  | Morocco               | MF       | Hamza Hafidi        |
| 11  | France                | FW       | Florian Jégu        |
| 12  | Gabon                 | MF       | Merlin Tandjigora   |
| 14  | France                | DF       | Romain Gravelaine   |
| 15  | France                | DF       | Arnaud Maire        |

| No. |                                  | Position | Player               |
| --- | -------------------------------- | -------- | -------------------- |
| 16  | France                           | GK       | Alban Joinel         |
| 17  | Cameroon                         | FW       | Jean-Pierre N'Samé   |
| 18  | Gabon                            | FW       | Fabrice Do Marcolino |
| 19  | France                           | FW       | Lassana Doucouré     |
| 20  | France                           | DF       | Yoann David          |
| 21  | Democratic Republic of the Congo | DF       | Hérita Ilunga        |
| 24  | France                           | DF       | Loïc Guillon         |
| 25  | Ivory Coast                      | FW       | Henry Gbizié         |
| 27  | France                           | DF       | Pierre Gibaud        |
| 28  | France                           | FW       | Aurélien Gazeau      |
| 30  | France                           | GK       | Charles Cieslinsky   |
| 31  | France                           | GK       | Valentin Prevost     |